# Ptorthodius quiguasensis
Ptorthodius quiguasensis är en skalbaggsart som beskrevs av Wittmer 1996. Ptorthodius quiguasensis ingår i släktet Ptorthodius och familjen Phengodidae. Inga underarter finns listade i Catalogue of Life.